# Hydrostachys insignis
Hydrostachys insignis är en tvåhjärtbladig växtart som beskrevs av Gottfried Wilhelm Johannes Mildbraed och Reim. Hydrostachys insignis ingår i släktet Hydrostachys och familjen Hydrostachyaceae. Inga underarter finns listade i Catalogue of Life.